# Судостроительный завод имени Андре Марти
Судостроительный завод имени Андре Марти — судостроительное предприятие, существовавшее в Ленинграде на базе Адмиралтейского завода в 1922—1936 годах. С 1937 по 1956 годы это предприятие называлось Завод № 194. Этот завод — один из исторических этапов существования предприятия «Адмиралтейские верфи». 
В период 1920х - 1930-х годов, когда завод назывался «Андре Марти», произошло восстановление производства, которое пришло в упадок после Октябрьской революции и Гражданской войны.

## Предыстория
После Октябрьской революции у Адмиралтейского завода начались серьёзные проблемы, связанные с экономическим кризисом и отсутствием заказов, что привело к низкой загрузке производственных мощностей и безработице. 
28 октября 1921 года Адмиралтейский завод был переведён в состав Балтийского завода. 
К 1 ноября 1922 года на нём числилось 245 рабочих и служащих. 
7 ноября 1922 года Адмиралтейский судостроительный завод был переименован в честь французского коммуниста, рабочего Андре Марти и стал называться «Отделение имени Андре Марти Балтийского завода».
5 июня 1923 комиссия Балтийского завода принимает решение о его закрытии и консервации.
Бывшее имущество (то, что осталось не разворованным и не сгоревшим) и территория Нового Адмиралтейства оказалось в ведении пяти организаций: Адмиралтейского судостроительного завода, ЦИТа, Рудметаллторга, Погранфлотилии ГПУ и Отдела правления по реализации неликвидных фондов.

## 1926—1932 годы
13 января 1926 года отделение имени А. Марти вышло из подчинения Балтийскому заводу. А вскоре к нему был присоединён находящийся на консервации завод имени Карла Либнехта (бывший Франко-Русский).
В этом же году завод получает первый государственный заказ на строительство шести дизельных двухвинтовых буксиров для Астраханского рейда. 25 октября был заложен первый буксир, в течение двух лет все спущены на воду, а в 1929 году сданы заказчику: «Дзержинский», «10 лет Октября», «Память Войкова», «Профинтерн», «Тов. Кузьмичёв», «Урицкий».
Строятся 7 барж водоизмещением 260 тонн, а затем заводу поручается организация строительства ТК проекта АНТ-4 (типа «Ш-4»). Ленинградский завод железобетонных изделий передал на достройку «А. Марти» док, который в 1930 году продали Ленинградскому торговому порту. 
На заводе построены: Для линии Архангельск — Онега — Кемь были построены грузопассажирские пароходы «Карелия», «Мудьюг» и «Поморье» (водоизмещением 1120 тонн и пассажировместимостью 190 человек); для треста «Перерыба» — рефрижераторные теплоходы «Ленинград», «Тегеран», «Волга», «Кубань», «Нева» и «Рион», последние 4 с аммиачной установкой; лесовозы «Комилес» и «Севзаплес»; достроен ледокол «Торос». Проведён капитальный ремонт гидрографического судна «Таймыр», построены 11 речных 200-сильных буксиров для лесосплава и 237-местный пассажирский пароход «Пятилетка».
C 1927 года начинается внедрение на заводе электросварки (на второстепенных изделиях). Уже к середине 1929 года создаётся группа для разработки технологии сварных судовых конструкций. К 1931 году на заводе было 112 электро- и 60 газосварщиков. Организуется электросварочный цех, и через год потребность завода в этих специалистах перевалит за 440 человек. В 1933 году сварочных аппаратов больше 120 шт.
На заводе выпускается многотиражная газета «Стапель», переименованная в 1931 году в «Мартиец».

## 1932—1937
При строительстве лесовозов «Северолес» (во время Великой Отечественной войны осуществлял экспортно-импортные перевозки в Северном бассейне. Во время шторма отстал от союзного конвоя QP-15, торпедирован и потоплен 23.XI.1942 г. германской ПЛ U 601 в Гренландском море к западу от о. Медвежий) и «Максим Горький» (Находился в эксплуатации до 1971 г.)  впервые была применена секционная сборка корпуса. Главный инженер завода (он же инициатор идеи) А. И. Павлов считал, что полный переход на такой метод возможен с внедрением полносварных корпусов.
В конце июня 1933 года заводу поручили строительство гидросамолёта, дальнего арктического разведчика ДАР. Завод осуществлял строительство ТК «Г-5», подводных лодок (ПЛ) «Щ-102» и «Щ-103» — для Тихого океана — «Щ-121» и «Щ-123», а на деньги «Союза воинствующих безбожников СССР» и «Щ-305». 
«С-54», «С-55», «С-56» — сборка и достройка осуществлялась во Владивостоке на «Дальзаводе». Из 9 заказанных самых крупных ПЛ (СССР) до Великой Отечественной войны — 6 строил «А. Марти» — «К-1», «К-2», «К-3», «К-51», «К-52», «К-53».
С середины 1934 года строил серию из трёх гидрографических судов типа «Седов» (позднее «Океан») — «Океан», «Охотск», «Мурман». Сразу после них заложили более крупные грузопассажирские ледокольные суда — «Дежнёв» и «Леваневский» (3400 тонн) (тот самый «Дежнёв», который в 1942 году будет стрелять по «Адмиралу Шееру»). Для буксиров типа УМС, строившихся на заводе «Судомех», «А. Марти» изготавливал паровую машину. Для аварийно-спасательной службы КБФ построены спасатели — «Нептун» и «Сатурн» (1800 л. с.).
Реконструкция предприятия в 1935—1937 годах — производится капитальный ремонт обоих стапелей с заменой кранов.

## 1937
Вместе с мобилизацией промышленности СССР завод им. А. Марти получил номер 194 и в официальных документах стал называться Завод № 194.
В 1939 году на заводе был заложен уникальный корабль «М-400», подводная лодка — торпедный катер, с единым двигателем (дизельным), по проекту инженера В. Л. Бжезинского. В 1939 году на южном стапеле завода закладывается легкий крейсер «Железняков» (пр. 68) и тяжелый — «Кронштадт» (пр. 69).
К 1940 году завод занимал территорию свыше 46 га. Располагал 1922 единицами основного производственного станочного оборудования в 25 цехах. В его распоряжении находились два буксира, «Таран» и «Мартиец», один катер, 100-тонный несамоходный плавкран, плавмастерская и несамоходный водолазный бот, два паровоза, один мотовоз и 20 ж/д платформ. 73 грузовых, 6 легковых автомобилей, 3 автоцистерны, 2 автокрана, автобус, 3 пожарных и 1 санитарная машина и 6 тракторов. На балансе завода находилось 9 кирпичных домов квартирного типа, 20 постоянных и 9 временных домов для общежитий, дом отдыха и санаторий на станции Сиверская, детсад и ясли, а на территории завода учебный комбинат и 3 столовые.

## Великая Отечественная война

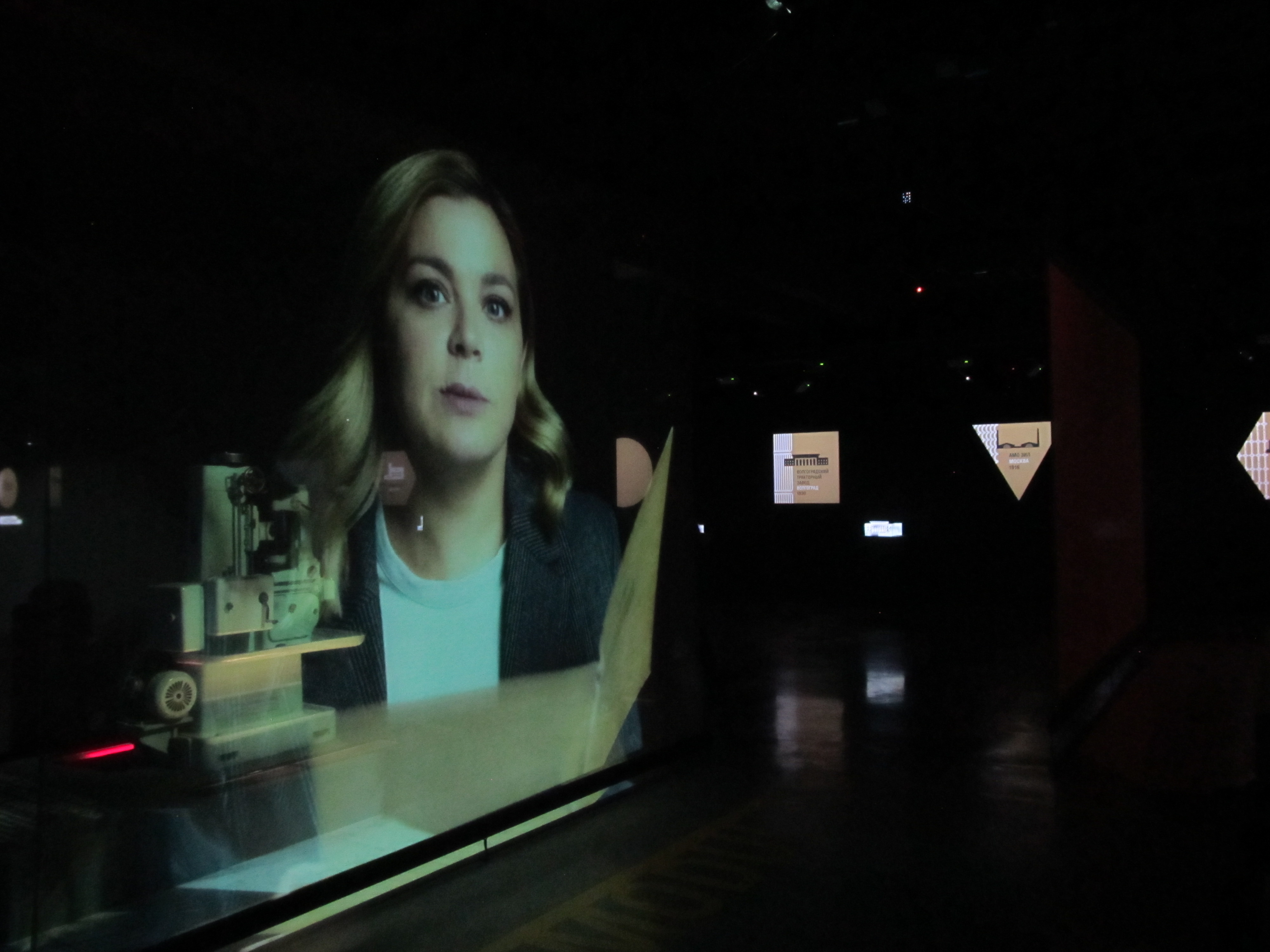
Воспоминания Нины Соболевой из Ленинграда от 7 июля 1941 года о работе на судостроительном заводе имени Андре Марти читает Ирина Пегова. Интерактивная программа Музея Станка, Творческий индустриальный кластер «Октава»

После начала войны постановлением ГКО от 10 июля 1941 года строительство всех линкоров и крейсеров было приостановлено. 27 июня создается ЛАНО, 6-я дивизия которой комплектуется из рабочих «А. Марти», «Судомеха», Ленинградского кораблестроительного института и других предприятий Октябрьского района города Ленинграда. Из 7 922 человек, числящихся на заводе, на начало войны в течение только 1941 года в армию, ополчение, истребительные батальоны, ремонтные мастерские уйдёт 3 209 человек. За второе полугодие 1941 года на заводе было изготовлено более тысячи батальонных минометов (82-мм ?).
С 3 июля в течение месяца завод переоборудовал 7 самоходных грунтоотвозных шаланд в канонерские лодки. 10 сентября подписан приемный акт на ПЛ «Щ-407» и «Щ-408». В конце 1942 года завод сдал флоту ПЛ «К-52», а в середине и конце 1943 года «К-53» и «К-51» соответственно.
Строил бронекатера проекта 161 и малые охотники (МО).
В 1943 году выпуск продукции по сравнению с прошлым годом возрастет в 1,5 раза. Завод неоднократно занимал первое место в соцсоревновании и за успешное выполнение фронтовых заказов коллективу было присуждено переходящее Красное Знамя ВМФ и Красное Знамя ГКО (оно будет оставлено заводу на вечное хранение).
За время войны на территорию завода упало 468 снарядов, 154 зажигательных и 32 фугасные бомбы. От них и голода на предприятии погибло более 2 тысяч человек, одним из них стал Леонид (Лёка) Савичев — брат Тани Савичевой.

## После войны
Первоочередной задачей перед заводом было восстановление хозяйства и достройка кораблей. Одним из первых был спущенный на воду в 1941 году крейсер «Железняков» (проект 68), его достраивали уже по откорректированному проекту 68К и сдали флоту в 1950 году. На его базе на заводе продолжали строительство крупной серии крейсеров проекта 68-бис. В процессе строительства крейсеров произвели реконструкцию производственных помещений, и постройку нового сборочного-сварочного цеха предсборки и достроечной набережной Большого ковша.
Танкеры проекта 563 (тип «Казбек» 16 250 т (первый построен в Николаеве в 1950 г.)) первый для завода — «Ленинград» был заложен в январе 1953 года, в июне уже спущен на воду, а в конце декабря принят заказчиком. За 5 лет было построено 15 танкеров этого типа и 5 по модернизированному проекту 563Е.
Строил ПЛ типа А615. В середине 50-х годов завод одним из первых внедрил метод ультразвуковой дефектоскопии сварных швов. 
17 июля 1956 года на южном стапеле завода начались работы по разбивке плаза под атомоход «Ленин»; впервые применялась масштабная разбивка плаза и фотооптический метод разметки деталей корпуса. 25 августа ледокол был заложен.
| С декабря 1957 года Завод № 194 именуется — Адмиралтейский завод. |

Ленинградское Адмиралтейское объединение (куда входит и бывший Завод № 194, он же бывший «завод А. Марти») в 40-ю годовщину Победы (1985) удостоено ордена Отечественной войны I степени.

## Директора
- А. М. Морозов 1926—1928
- П. З. Старущенко 1928—1931
- А. В. Белов 1931—1932
- В. Н. Сушунов 1932—1937
- А. К. Плакида 1937—1938
- Н. Г. Барабанов 1938—1941
- В. Н. Лебедев 1941—1942
- Н. Я. Олейников 1942—1944
- П. П. Перовский 1944—1948
- В. М. Орешкин 1948—1952
- Б. Е. Клопотов 1952—1964